# Hospital das Clínicas de Teresópolis Costantino Ottaviano
Hospital das Clínicas de Teresópolis Costantino Ottaviano (HCTCO), ou popularmente HCT de Teresópolis, é um hospital geral e de ensino localizado em Teresópolis, na Região Serrana do Rio de Janeiro, Brasil. Vinculado ao Centro Universitário Serra dos Órgãos (Unifeso), o HCTCO é referência regional em atendimentos de média e alta complexidade, atuando tanto no Sistema Único de Saúde (SUS) quanto na saúde suplementar.

## História
O hospital foi instituído em 29 de abril de 1972, por meio da Lei Municipal nº 739, quando a Fundação Educacional Serra dos Órgãos (FESO) firmou convênio com a Prefeitura de Teresópolis para assumir sua administração, visando atender às necessidades da recém-criada Faculdade de Medicina. Em 9 de novembro de 1999, pela Lei Municipal nº 1935, a unidade passou a se chamar Hospital das Clínicas de Teresópolis Costantino Ottaviano, em homenagem a um de seus fundadores.

## Estrutura e serviços
O HCTCO possui 240 leitos, sendo 134 contratualizados ao SUS. Realiza mensalmente cerca de 530 internações, 400 cirurgias, 5.900 consultas e 19.000 exames. O hospital oferece atendimento 24 horas para casos de urgência e emergência, incluindo trauma e gestantes, além de dispor de um Centro Médico para atendimentos particulares e por convênios.
Destacam-se ainda a maternidade com UTI Neonatal, inaugurada como parte do projeto de expansão de 2010, com foco em sustentabilidade (reaproveitamento de água da chuva e energia solar).

## Ensino e pesquisa
Como hospital de ensino, o HCTCO é o principal campo de prática para os cursos da área da saúde do Unifeso, como Medicina, Enfermagem, Fisioterapia, Farmácia, Odontologia, Biomedicina, Psicologia e Terapia Ocupacional. A unidade é credenciada em oito programas de residência médica e oferece pós-graduação em Cirurgia Bucomaxilofacial.

## Novos serviços e credenciamento
Em 2021, foram inaugurados os serviços de hemodinâmica e cirurgia cardíaca, com a realização de procedimentos como cateterismo, angioplastia e implante de marca-passo. Em 2025, o hospital foi credenciado pelo SUS para oferecer esses serviços à população de Teresópolis e região.

## Projetos de humanização
O hospital desenvolve iniciativas como o "HCTCO comemorando com você", que realiza ações em datas comemorativas desde 2008, e participa ativamente do "Outubro Rosa" com campanhas de conscientização e atendimento à saúde da mulher.

## Parcerias e apoio institucional
Em fevereiro de 2024, a Prefeitura de Teresópolis efetuou o pagamento de R$ 30 milhões ao HCTCO para quitar dívidas e garantir a manutenção dos serviços prestados à população.